# Jezioro Zegrzyńskie

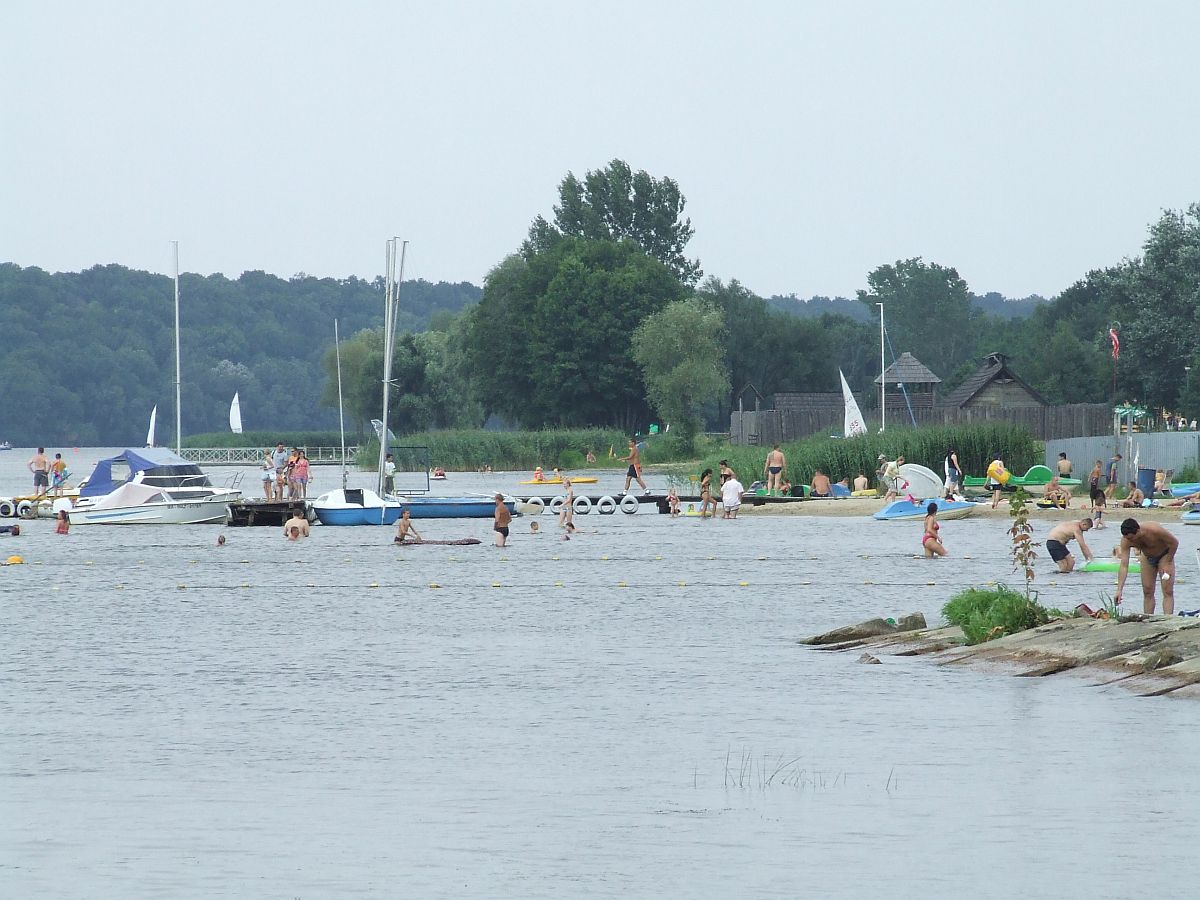
Badeanlagen im Norden des Stausees bei Rynia im Jahr 2007

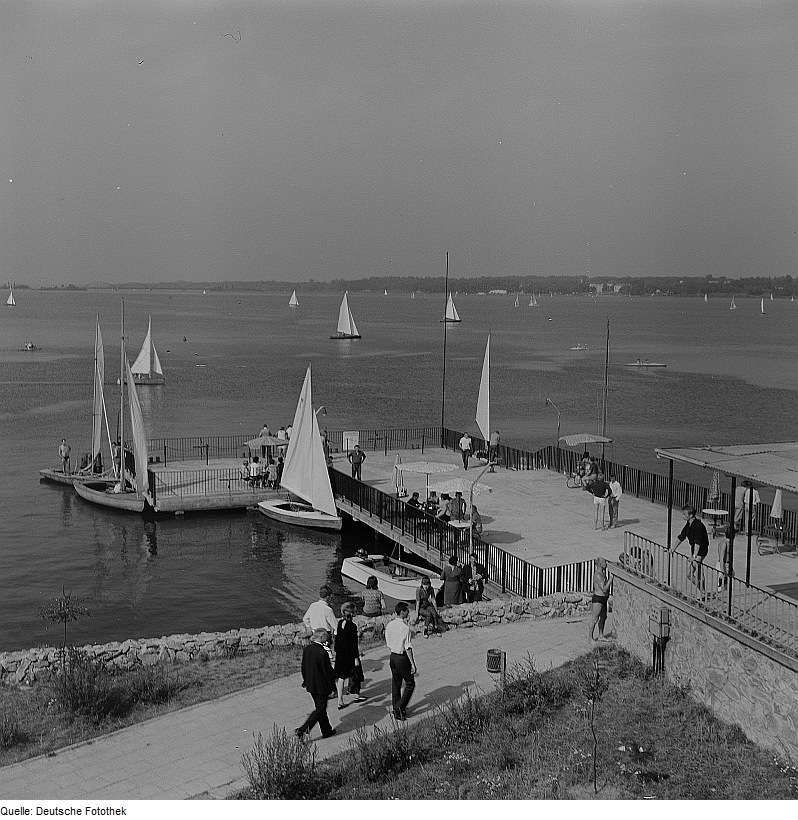
Der See 1967/1968 auf einem Foto von Richard Peter

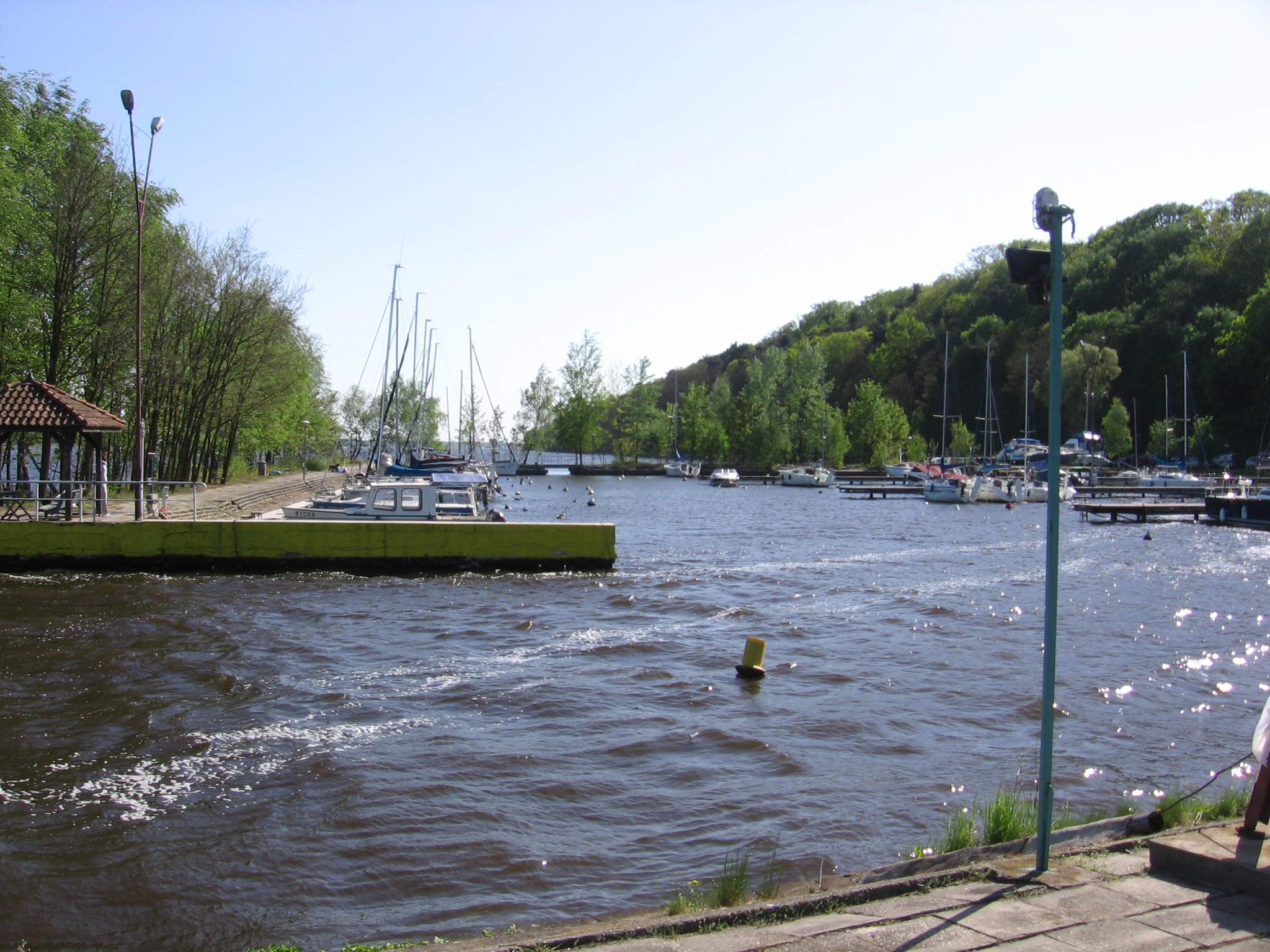
Eine von vielen Marinas, hier im Norden bei der Ortschaft Jadwisin

Der Jezioro Zegrzyńskie (oder Zalew Zegrzyński, deutsch Zegrze-Stausee) entstand 1963 nach Aufstauung des Narew am Staudamm in Dębe. Er liegt im Powiat Legionowski, etwa 25 km von der Warschauer Innenstadt entfernt und gehört deshalb zu den wichtigsten Naherholungsgebieten der Großstadt.
Der See ist nach der Ortschaft Zegrze benannt. Der Damm staut den Narew etwa bis Pułtusk sowie den aus Osten zufließenden Bug in dessen Mündungsgebiet. Der See hat eine Länge von rund 41 Kilometern; der Staueffekt endet etwa 27 Kilometer hinter Serock. Er ist bis zu 3,5 Kilometer breit, seine Oberfläche beträgt etwa 3.000 Hektar und sein Fassungsvolumen 94 Millionen Kubikmeter. Er liegt 79 Meter über dem Meeresspiegel (Wasseroberfläche). Über den künstlichen Żerań-Kanal gibt es eine schiffbare Verbindung bis zum Warschauer Hafen Żerań.
Die russischen Festungsanlagen des 19. Jahrhunderts in Zegrze reichen bis zum Ufer des Sees. Den See überquert bei Nieporét/Zegrze eine moderne Straßenbrücke auf einer Länge von 332 Metern und einer Breite von 13,5 Metern. Sie wurde 2003 eröffnet und ersetzte eine Brücke aus den Nachkriegsjahren des Zweiten Weltkrieges, die abgerissen wurde. Heute verläuft die Nationalstraße Nr. 61 über diese Brücke, hier als Ulica Warszawska bezeichnet.
Der See wird als schiffbares Gewässer, durch die Energie- und Landwirtschaft, zur Erholung und zum Hochwasserschutz genutzt. Er dient auch als Trinkwasserspeicher. Zum Fischbestand gehören Brasse, Schleie, Karpfen, Barsch, Zander, Hecht, Wels (der schwerste hier gefangene Wels wog 74,5 kg), Rotfeder, Rapfen, Kaulbarsch, Quappe, Aale, Silber- und Goldkarausche, Aland und Döbel.
Der See ist ein beliebtes Segelrevier; mehrmals im Jahr werden hier Regatten in verschiedenen Klassen ausgetragen. Außerdem kann man Strandsegeln, Kite- und Windsurfen, Kanu- und Motorbootfahren sowie Rudern. Im Winter wird auch Eissegeln angeboten.